# آناتولی آدوسکین
آناتولی آدوسکین (روسی: Анатолий Михайлович Адоскин؛ ۲۳ سپتامبر ۱۹۲۷ – ۲۰ مارس ۲۰۱۹) بازیگر اهل کشور اتحاد جماهیر شوروی سوسیالیستی (روسیه کنونی) بود. از فیلم‌هایی که وی در آن نقش داشته‌است می‌توان به دختران اشاره کرد.
وی همچنین برندهٔ جوایزی همچون هنرمند مردمی روسیه شده‌است.